# Cartolina d'estate
Cartolina d'estate (Greetings from the Shore) è un film del 2007 diretto da Greg Chwerchak.

## Trama
Scossa dalla morte del padre, una giovane ragazza trascorre un'ultima estate nel Jersey Shore prima di partire per il college. La ragazza si imbatte in un mondo misterioso di marinai russi, gioco d'azzardo e amore inaspettato.

## Accoglienza
I critici cinematografici Frederic e Mary Ann Brussat, del sito web Spirituality & Practice, hanno discusso il tema centrale del film, affermando che "l'estate di Jenny le insegna ad adattarsi quando il suo piano di vita viene sconvolto. Inoltre, impara che l'universo è strutturato in modo così favorevole che, quando una porta si chiude, un'altra si apre."

## Riconoscimenti
Il film è stato presentato in numerosi festival, vincendo 23 premi.

## Distribuzione
Il film è stato distribuito nelle sale statunitensi il 12 settembre 2008, con una programmazione limitata.